# Meinke
Meinke ist ein deutscher Familienname.

## Varianten
- Meincke, Meineke, Meinecke, Mencke, Menk, Menke, Menken, Menkes

## Namensträger
- Friederike Meinke (* 1993), deutsche Opern- und Operettensängerin
- Gerrit Meinke (* 1967), deutscher Fußballspieler
- Hanns Meinke (1884–1974), deutscher Dichter und Volksschullehrer
- Hans Heinrich Meinke (1911–1980), deutscher Elektrotechniker
- Jochenfritz Meinke (1930–2022), deutscher Fußballspieler
- Katrin Meinke (* 1979), deutsche Radsportlerin
- Martina Hannak-Meinke, deutsche Juristin
- Nina Meinke (* 1993), deutsche Profiboxerin
- Peter Meinke (1939–2017), deutscher Maschinenbauingenieur und Hochschullehrer